# Pétala

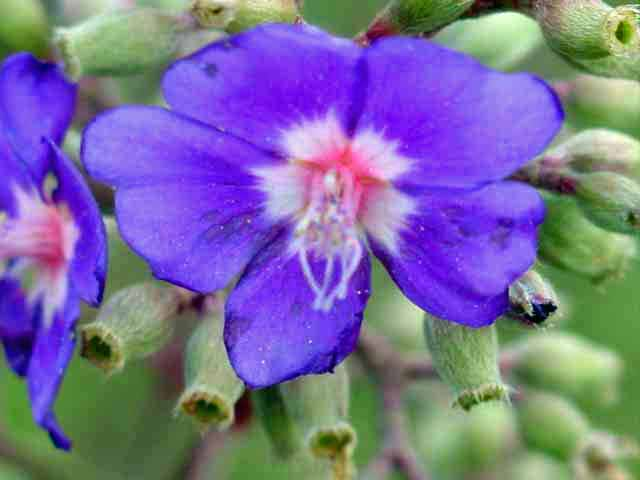
Flor de Tibouchina sp., ou quaresmeira. As pétalas são vistosas, e a mancha branca no centro muda para vermelho após o período fértil da flor.

Pétalas são peças constituintes da flor, situadas no seu verticilo protetor mais interno. São estruturas normalmente membranáceas, amplas, coloridas e têm muitas funções, entre as quais a atração de polinizadores. O conjunto de pétalas de uma flor é chamado corola. 
Pétalas podem ser vistosas, grandes, coloridas, ou, por outro lado, esverdeadas, reduzidas, ou mesmo ausentes. Às pétalas podem estar associados outros órgãos da flor, como os estames. As pétalas podem estar unidas entre si, ou livres. 
As pétalas ainda podem apresentar pelos nectaríferos, glândulas de odor, calosidades, diferentes texturas, formas aberrantes, cores visíveis ou até mesmo pigmentos que refletem luz ultravioleta, visíveis apenas para insetos. Em algumas poucas espécies, as pétalas são carnosas, adocicadas, comestíveis e apreciadas por pássaros. 
Outra função das pétalas é proteger os gametas femininos que estarão sendo formados em seu interior.
As flores que não apresentam pétalas são designadas por flores apétalas.